# کان‌لایو دیستربیوشن
کان‌لایو دیستربیوشن (یا به سادگی کان‌لایو) (به انگلیسی: KonLive Distribution) یک ناشر موسیقی بود که توسط ایکان خواننده آراندبی تأسیس شد. این ناشر به عنوان معامله ای مشترک بین جیمی آیوین و اینترسکوپ رکوردز بود. هنرمندان برجسته ای که به‌طور خلاصه با این ناشر قرارداد بستند، عبارتند از: لیدی گاگا، کاردینال آفیشال، کلبی اودونیس، آجر و توری، مالی موزیک، ناتالیا کیلز، جفری استار و آر. سیتی.